# SR-71 (groupe)
SR-71 est un groupe de pop punk américain, originaire de Baltimore, dans le Maryland. Ils sont connus pour leurs singles Right Now (2000), Tomorrow (2002), et en tant qu'auteurs du single à succès 1985 de Bowling for Soup (2004) (qui est d'abord sorti sur leur album Here We Go Again). Le nom du groupe vient du SR-71 Blackbird, un avion supersonique de surveillance appartenant à l'United States Air Force. Le groupe est tout d'abord connu sous le nom Honor Among Thieves, et comme avec SR-71, le chanteur, parolier et guitariste Mitch Allan est le seul membre constant du groupe.

## Biographie

### Débuts etNow You See Inside(1998–2001)
Le groupe est formé en 1998, à Baltimore, après la séparation de l'ancien groupe du leader Mitch Allan, Honor Among Thieves. Le groupe signe rapidement chez RCA Records où ils enregistrent leur premier album. Now You See Inside est publié le 20 juin 2000, produit par David Bendeth (Underoath, Killswitch Engage), Gil Norton (Foo Fighters, Pixies) et John Shanks (Unwritten Law, Jane's Addiction). Cet album contient le seul succès du groupe à ce jour Right Now, écrit par Mitch Allan et le parolier Butch Walker.
Le batteur Dan Garvin quitte le groupe peu après la tournée qui suit l'album, pour rejoindre le groupe de rock alternatif Nine Days car leur batteur ne pouvait pas assurer la tournée de l'album The Madding Crowd.

### Tomorrowet renvoi de RCA (2002–2003)
Pendant l'année 2002, le groupe enregistre l'album qui suit Now You See Inside. Ils enregistrent notamment une reprise de Let It Whip, du Dazz Band, pour le film Le Nouveau. Leur deuxième album, intitulé Tomorrow est publié le 22 octobre 2002, et est produit par Neal Avron (Fall Out Boy, Yellowcard), Butch Walker (American Hi-Fi, Avril Lavigne), David Bendeth (Underoath, Breaking Benjamin) et le leader Mitch Allan lui-même. Dans cet album, la plupart des chansons sont écrites par Mitch Allan exceptée quelques-unes écrites avec Butch Walker, Kevin Kadish et les autres membres du groupe. Il s'agit du premier album avec le nouveau batteur John Allen. Cet album a moins de succès que son prédécesseur. Mitch Allan joue de la guitare et de la basse sur la chanson My World, qui est enregistrée plus tard pour le premier album de Bo Bice (second à American Idol), The Real Thing,,.
Malgré l'échec commercial, RCA Records organise une tournée promotionnelle de l'album depuis entre fin 2002 et 2003. La tournée ne se révèle pas très efficace. Des tensions apparaissent entre les membres de groupe, ce qui aboutit aux départs du guitariste Mark Beauchemin, et du bassiste Jeff Reid à la fin de la tournée. Reid quitte le groupe pour des raisons médicales ; il est atteint, à cette période, d'un cancer des poumons. Reid est mort du cancer le 11 juin 2004. Mark Beauchemin est allé accompagner Vanessa Carlton à la guitare. Le groupe est alors rejoint par le guitariste Pat DeMent et le bassiste Mike Ruocco, juste avant que le groupe soit renvoyé par leur label RCA Records.

### Here We Go Againet déclin (2003–2005)
Bien qu'ils n'aient plus de label, le groupe enregistre un nouvel album en 2003. Les paroles des chansons sont toutes de Mitch Allan, sauf deux qui sont coécrites avec le batteur John Allen, et une chanson cachée écrite un an auparavant par Kevin Kadish. La production, le mixage et le mastering de l'album sont également de Mitch Allan, ce qui en fait plus un album solo de Mitch Allan qu'un travail de groupe.
En 2004, le groupe trouve finalement un nouveau label, japonais, Crown Japan, qui sort leur troisième album, Here We Go Again, le 21 mai 2004, au Japon seulement. L'album n'était disponible en dehors du Japon que par import par l'intermédiaire du site officiel du groupe. Il attire peu l'attention, et constitue, comme son prédécesseur, un flop commercial. Malgré tout, la chanson 1985, est réenregistrée par un groupe proche, Bowling for Soup, pour leur album A Hangover You Don't Deserve, sorti en 2004. Mitch Allan et John Allen sont crédités pour la chanson sur l'album et le single de Bowling for Soup, avec Jaret Reddick, le leader de Bowling for Soup. C'est leur ancien producteur et collaborateur Butch Walker qui produit l'album et le single. Mitch Allan fait une apparition dans le clip vidéo pour la chanson 1985 de Bowling for Soup.
La chanson Here We Go Again est également réenregistrée en 2006, par le groupe pop punk JParis pour leur album Call It What You Want. Mitch Allan produit l'album et est crédité comme auteur de la chanson. La première chanson de l'album, Axl Rose, est sortie en single un an plus tard avec Here We Go Again et All American en faces B. La reprise In Your Eyes de Peter Gabriel est aussi sortie en single, et souvent jouée pendant la tournée 2004-2005 du groupe.

### Pause et album solo de Mitch Allan (2006–2009)
Bien que le groupe ait encore joué quelques dates en 2005, il reste inactif depuis. Mitch Allan commence à jouer des petits concertss solos, autour de 2006, où il jouait des chansons de SR-71 et d'autres chansons inédites, dont Superman. Allan annonça ensuite qu'il travaillait sur un album solo intitulé Clawing My Way to the Middle et qu'il sortirait fin 2007. Des concerts à Los Angeles et Baltimore commencèrent dès l'été 2006 avec Ben Moody pour producteur. Malgré l'annonce d'Allan, la sortie de l'album est repoussée plusieurs fois en 2008 et 2009, et maintenant personne ne sait quand et si l'album va sortir.
Allan continuait les shows dans la région d'Hollywood pendant l'année 2007, quand le groupe annonce officiellement qu'ils étaient dans un hiatus à durée indéterminée après un dernier concert à Henderson, Nevada, le 18 août 2007 au Sunset Station, avec Vertical Horizon, Nine Days et Marcy Playground. Gardant un profil bas sur les performances, Mitch Allan a travaillé comme parolier et producteur avec de nombreux artistes dont Lindsay Lohan, Lovehammers, Daughtry, Hilary Duff, Faith Hill et les Backstreet Boys. En 2007, Allan reçoit un Latin Grammy Award pour la coécriture de la chanson Bella Traición pour Belinda.
En juin 2008, Mitch Allan sort son premier single solo avec un clip vidéo sur sa page Myspace. La chanson, intitulée Make Me High est une reprise de My World, chanson issue de l'album Tomorrow de SR-71, sorti en 2002. Allan explique aussi que la chanson Mosquito, de l'album Here We Go Again de 2004, sera également réenregistrée dans son album solo. Il révèle ensuite qu'il travaillait sur son album solo avec les membres du groupe SR-71 et qu'ils apparaitront probablement comme son groupe solo sur l'album. En 2009, alors qu'il travaille sur son album solo, Allan initie un évènement hebdomadaire à Hollywood où lui et d'autres paroliers notable se rencontrent et jouent des reprises et des compositions acoustiques originales à des petites assistances. Allan est ensuite impliqué avec l'ex-guitariste d'Evanescence Ben Moody dans un nouveau défi pour trouver un chanteur ado qui fait sensation. Également en 2009, le batteur John Allen est le chanteur principal du nouveau groupe de hard rock Charm City Devils. Le groupe part jouer au Crüe Fest 2 durant l'été 2009. Leur album Let's Rock and Roll, inclut une chanson coécrite et produite par Mitch Allan.

### Retour (depuis 2009)
Le 25 juillet 2009, le groupe se réunit pour une représentation au Wicker Park Bucktown Arts and Music Festival à Chicago, jouant sur la scène centrale.
Le 13 octobre 2009, Mitch Allan annonce sur sa page Myspace que SR-71 donnerait un concert à Baltimore, Maryland le 25 novembre 2009. Pendant le spectacle, le batteur John Allen négocie avec Mitch Allan, pour chanter la chanson Best of the Worst, qu'ils ont coécrit pour son autre groupe Charm City Devils, dont les membres sont montés sur scène pour jouer la chanson.
le 22 octobre 2010, Allan, révèle sur son compte Twitter que le troisième album de SR-71 Here We Go Again sortirait finalement aux États-Unis. Le jour de Thanksgiving, l'album serait disponible en téléchargement sur iTunes, Amazon MP3, et Rhapsody. Les pistes sont remasterisées et trois chansons bonus lives seraient disponibles également. Il produit et coécrit la chanson Dear Megan Fox, pour l'édition US iTunes de l'album Fishin' for Woos de Bowling for Soup, sorti en avril 2011.

## Membres

### Membres actuels
- Mitch Allan - chant, guitare (depuis 1998)
- Pat DeMent - guitare, chœurs (depuis 2003)
- Mike Ruocco - guitare basse, chœurs (depuis 2003)
- John Allen - batterie, percussions, chœurs (depuis 2002)

### Anciens membres
- Dan Garvin - batterie, percussions, chœurs (1998-2001)
- Mark Beauchemin - guitare, clavier, chœurs (1998-2003)
- Jeff Reid - guitare basse, clavier, chœurs (1998-2003)

## Discographie

### Albums studio
- 2000 : Now You See Inside
- 2002 : Tomorrow
- 2004 : Here We Go Again

### Apparitions
- 2000 : Cool Traxx! 2 - compilation - Last Man on the Moon
- 2000 : Loser - Right Now
- 2001 : Listen to What the Man Said - album hommage à Paul McCartney - My Brave Face
- 2001 : Splashdown - jeu vidéo - Right Now
- 2001 : Crossing All Over Vol. 13 - compilation- Right Now
- 2002 : Le Nouveau - film - Let It Whip
- 2002 : Slap Her... She's French - film - Right Now